# Wohlfahrtia nuba
Wohlfahrtia nuba (лат.) — двукрылое насекомое из семейства серых мясных мух. Афротропика и Палеарктика (включая Египет и Израиль).

## Описание
Среднего размера серые мясные мухи, длина тела от 7,5 до 10,5 мм. Основная окраска коричнево-чёрная с серебристым оттенком. Вид был впервые описан в 1830 году немецким натуралистом и энтомологом Христианом Р. В. Видеманном (Christian Rudolph Wilhelm Wiedemann; 1770—1840) под первоначальным названием Tachina nuba Wiedemann, 1830.